# Sean Daniel
Sean Peter Daniel (* 15. August 1951 in New York) ist ein US-amerikanischer Filmproduzent.

## Leben
Sean Daniel wuchs als Sohn von Beverly und Jeremy Daniel in New York auf. Er studierte Filmregie am California Institute of the Arts und erreichte 1973 seinen Bachelor of Fine Arts. Danach kehrte er nach New York zurück, wo er kurzzeitig bei The Village Voice arbeitete.
Danach wechselte er in die Filmbranche und arbeitete 1975 als Associate Producer am Dokumentarfilm Frauen im Bordell. 1976 war er als Assistant Director bei der Entstehung des Films The Great Texas Dynamite Chase beteiligt.
Ab 1976 arbeitete er für Universal Studios, wo er sich vom Assistenten zum Leiter der Produktion hocharbeitete. Unter anderem war er an der Entstehung von Filmen wie Ich glaub’, mich tritt ein Pferd (1978), Vermißt (1982), Gorillas im Nebel (1988), Feld der Träume und Do the Right Thing (beide 1989) beteiligt. 1989 verließ er Universal und war 9 Monate bei Geffen Films beschäftigt, bevor er sich als Produzent mit seiner eigenen Filmproduktionsfirma selbständig machte. Seine erste eigene Produktion war die 1991 veröffentlichte Komödie Reine Glückssache. Ein Jahr später gründete er gemeinsam mit James Jacks die Produktionsfirma Alphaville Films. Bereits 1993 hatten sie mit der Produktion des Actionfilms Harte Ziele ihren ersten Hit. Auch die nachfolgenden Produktionen Confusion – Sommer der Ausgeflippten und Tombstone erwiesen sich als große Erfolge.
Die 1995 produzierten Filme Das Dorf der Verdammten und Mallrats wurden jedoch von der Kritik verrissen und floppten entsprechend an den Kinokassen.
Bekannt wurden Daniel und Jacks vor allem als Produzenten des Franchises um Die Mumie (1999). Nach dem Erfolg des Films produzierten beide unter anderem die Filme Die Mumie kehrt zurück, The Scorpion King, Die Mumie: Das Grabmal des Drachenkaisers und The Scorpion King 3: Battle for Redemption.
Sein langjähriger Produktionspartner James Jacks, der bereits 2004 Alphaville Films verlassen hatte, verstarb im Januar 2014.

## Filmografie (Auswahl)
- 1975: Frauen im Bordell (Mustang: The House That Joe Built) (Associate Producer)
- 1976: The Great Texas Dynamite Chase (Assistant Director)
- 1991: Reine Glückssache (Pure Luck)
- 1992: Das Gesetz der Gewalt (American Me)
- 1993: CB4
- 1993: 4 himmlische Freunde (Heart and Souls)
- 1993: Harte Ziele (Hard Target)
- 1993: Confusion – Sommer der Ausgeflippten (Dazed and Confused)
- 1993: Tombstone
- 1995: Das Dorf der Verdammten (John Carpenter’s Village of the Damned) (Mitausführender Produzent)
- 1995: Mallrats
- 1996: Don’t Look Back – Die Killer im Nacken (Don’t Look Back; Fernsehfilm)
- 1996: Michael
- 1997: Der Schakal (The Jackal)
- 1999: Die Mumie (The Mummy)
- 2000: Freedom Song (Ausführender Produzent)
- 2000: Lucky Numbers
- 2000: The Gift – Die dunkle Gabe (The Gift) (Ausführender Produzent)
- 2001: Attila – Der Hunne (Attila; Miniserie)
- 2001: Einmal Himmel und zurück (Down to Earth)
- 2001: Die Mumie kehrt zurück (The Mummy Returns)
- 2001: Pootie Tang
- 2001: Rat Race – Der nackte Wahnsinn (Rat Race)
- 2002: The Scorpion King
- 2002: Dark Blue
- 2003: Die Stunde des Jägers (The Hunted; Ausführender Produzent)
- 2003: Ein (un)möglicher Härtefall (Intolerable Cruelty) (Ausführender Produzent)
- 2004: Everyday People (Ausführender Produzent)
- 2004: Alfie (Ausführender Produzent)
- 2008: Die Mumie: Das Grabmal des Drachenkaisers (The Mummy: Tomb of the Dragon Emperor)
- 2010: Wolfman (The Wolfman)
- 2012: The Scorpion King 3 – Kampf um den Thron (The Scorpion King 3: Battle for Redemption) (Ausführender Produzent)
- 2013–2015: Graceland (Fernsehserie)
- 2013: The Best Man Holiday
- 2016: Ben Hur (Ben-Hur)
- 2017: Die Mumie (The Mummy)
- 2019: Scary Stories to Tell in the Dark